# 黎安里
25°00′55″N 121°33′43″E / 25.015286°N 121.561909°E
黎安里為台北市信義區六張犁地區的一個里，該里位於信義區南方，下轄11鄰，人口約1815人。本里原屬大安區黎和里，於1990年3月12日里行政區域調整後改隸信義區，本里近九成為山坡地，也是信義區人口最少及最年長的里；。

## 地理位置
東至：莊敬隧道起沿抱子腳山山稜線與信義區黎和里、文山區博嘉里為界 
西至：和平東路三段463巷、和平東路三段中心線與信義區黎忠里為界
南至：和平東路三段沿臥龍街莊敬隧道與大安區黎和里為界 
北至：極樂公墓山頂稜線與信義區惠安里為界

## 環境
黎安里多屬山坡地形，環境清幽，多墓地設施，整體發展集中於和平東路三段西北一側，部分山坡社區較為老舊。

## 里內設施
- 文湖線麟光站
- 回教公墓
- 白榕蔭堂墓園（白崇禧將軍墓）
- 慈恩園生命紀念館
- 天相寶塔
- 台北榮總大我門診部
- 大我山莊、大我新莊、大我新舍三處榮民退員宿舍
- 臺北港口奉聖宮
- 石泉巖清水祖師廟

## 外部連結
- 台北市信義區公所